# ビスク・ドール

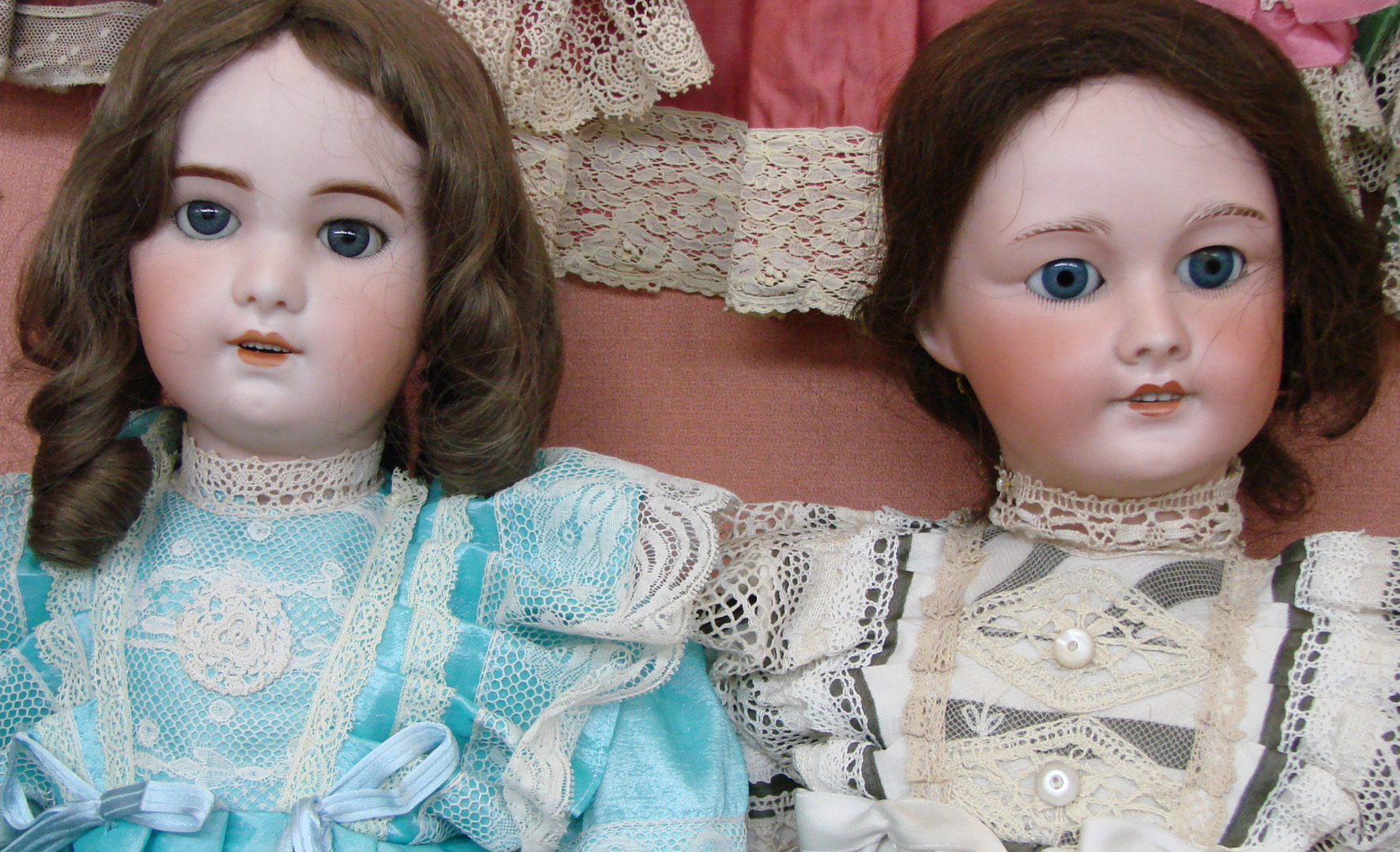
アンティーク・ドール。

ビスク・ドール（英語: Bisque doll、フランス語: Poupée en biscuit）は、19世紀にヨーロッパのブルジョア階級の貴婦人・令嬢たちの間で流行した人形である。前身にあたる陶器の人形は1840年代よりドイツで作られていた。磁器製であったことに端を発して、チャイナドール（ポーセリン人形 ・磁器人形）とも呼ばれる。これらは100年以上が経過した現在、アンティーク・ドールと呼ばれる。

## 歴史
ビスク・ドールの「ビスク」とは、お菓子のビスケットと同じく、フランス語の「二度焼き＝ビスキュイ（biscuit）」が語源である。人形の頭部、場合によって手や全身の材質が二度焼きされた素焼きの磁器製であったことに端を発している。当初は陶土を型に押し込んで作られたが、後に量産可能な液状ポーセリンの流し込みで作られるようになった。前者をプレスドビスクといい、後者をポアードビスクと呼び区別している。ポアードビスクの技法は1885年頃からあるようである。
元は衣服の宣伝用にミニチュア版の衣装を着させる目的で作られた観賞用の人形（大人の女性の姿をしたファッションドール）だったが、1855年のパリ万国博覧会に出品された市松人形の影響や、新富裕層の台頭などの社会的事情もあいまって、子供の姿をしたベベドールが登場した。
可動性の高いコンポジションボディのドールが作られ、玩具として量産された。
1880年代に、ジュモー、ブリュ、ゴーチェ（Gaultier）などフランスのビスクドール製造は黄金時代を迎えた。
ウジェーヌ・アジェの残した当時の写真の中に、安い物も取り扱う百貨店ボンマルシェ(仏語ではcheapと言う意味）がドイツ製のビスク人形を店頭に並べている様子がわかる。日本でも、海外への輸出のため「モリムラブラザーズ」などが製造していた他、和製ビスク・ドールと言われている「サクラビスク」も作られた。しかし、やがてコンポジション・ドールを経て、ゴムやセルロイド製のより廉価な人形が量産され、1930年頃には製造されなくなってしまった。
1927年（昭和2年）にアメリカから日本へ親善目的で贈られた友情人形（日本では通称「青い目の人形」と呼ばれている）は大半が親善団体が指定したメーカーの既製品（コンポジション・ドール）を元に手を加えられたものだが、少数ながらビスク・ドールも贈られている。
現在でもビスク・ドールの人気は根強く、ドイツ製の人形は数十ドル程度から手に入るが、骨董的価値及び美術性・希少性に応じて、ブリュやジュモートリスート（ロングフェイスジュモー）は、数万ドルで取引されている。
アンティーク・ドールおよび、復刻品のレプリカ、リプロダクションもビスク・ドールと呼ばれる。アンティーク・ドールの呼称は、アメリカで関税法が変更された1930年以前の製造物に対してのみ使う事が許されている。

## 代表的な製造会社
- フランス
  - ジュモー（英語版）（Jumeau 1842-99）：ポートレイト、トリースト、デポゼ、テート
  - ブリュ（Bru Jeune 1866-99）：ブルベテ、サークルドット、テトゥー、ジュン、ジュンR
  - フランソワ ゴーチェ（Francois Gaultier）：ブロックレター、スクロール
  - A.T.（ア・テー）（A.Thuillier 1875-93, 1896-98): 一度、工場を閉めたにもかかわらず、再びオープン、オープンマウスのドールを試みる。
  - シュタイナー（Jules Nicolas Steiner 1855-1910）：数多くのモールドがある。
  - S.F.B.J（英語版）（1899-1955頃、ジュモー等フランスのドール製造会社の合同会社): 競争は止めて協力し合うというモットーで設立。
- ドイツ
  - アーマン（ド）　マルセイユ（英語版）(Armand Marseille)：ビスクヘッドのみを製造。他社のヘッドも製造する。
  - ケストナー(Kestner&Co 1816-1930)：ドールパーツの全てを製造した数少ないドール会社。
  - シモン&ハルビッヒ（英語版）(Simon&Halbig 1869-1932)：数多くのドール会社のヘッドを焼く。
  - ケマー&ラインハート(Kaemmer&Reinhardt)：名前付きのキャラクタードールで有名。
  - ハインリッヒ ハンドワーク(Heinrich Handwerck):1902年に41歳のハンドワークの急死でK&Rが受け持つが、1921年に息子に返す。
  - ベア＆プロシルト(Baehr&Proeschild（ドイツ語版）1871-1919):1919年にブルーノ シュミットに買収される。
  - ブルーノ シュミット（Bruno Schmidt 1900-1950頃：ヘッドはB&Pに依頼、1919年にB&Pを買収する。
  - フランツ シュミット(Franz Schmidt 1889-現在): Steiner/シュタイナーと言う名のぬいぐるみ製造会社として現存する。
  - フライシュマン＆ブローデル（英語版）(Fleischmann&Bloedel)：フレンチドールエデンべべを製造, SFBJに加盟(=投資）
  - クリング（Kling 1834-1941）:チャイナドール（英語版）やパリアンドールを主に製造
- 日本
  - モリムラ（森村組、現ノリタケ）

## 主要な用語

### ヘッド
ショルダーヘッド
初期のファッションドールに多い。胸像のように頭部と胸部が一体化したもの。後に頭部と胸部がジョイントし、頭部が可動となる。
ターンヘッド
初期のファッションドールに見られる、首が少し右を向いたポーズで固定されたショルダーヘッド。
ドームヘッド
通常は目を入れるために頭頂部が開いているが、赤子人形など坊主頭のもの。
クローズマウス
口を閉じたもの。通常オープンマウスより高額になる。
オープンマウス
口を開いたもの。歯をつけられたり、頭の中が見えないよう赤い紙を貼られる場合もある。
オープンクローズマウス
口を開いた表情だが口の穴は開いていないもの。
スウィブルネック
可動の首。
フランジネック
壷のように開いた首でクロスボディにとめつける。赤子人形に多い。

### アイ
セットアイ
目を石膏で固定したもの。
スリープアイ
両目に錘をつけ可動するようにしたもの。
ペーパーウェイトアイ
中が空洞で無くガラスの塊で出来た目を指す。フランスの人形に多く見られる。ペイパーウエイト(paperweight)とは『紙抑え、文鎮』の意。　空洞の軽いブローアイに対して用いられた言葉。
ブローアイ
吹きガラスで作られた中が空洞の目を指す。因みにブロウ(blow)とは『吹く』の意。ドイツの人形に多く見られる。
アーモンドアイ
ジュモーEJや刻印のジュモー等に見られる切れ長の細い眼を言う。東洋人の目は外国人にアーモンドアイと言われている。

### ボディ
キッドボディ
初期のファッションドール、ブリュなど。ショルダーヘッドにヤギ皮で作ったボディをつけたもの。可動性がほとんど無く、立たせて鑑賞する。初期には手までキッドで作られたが、後にひじから下がビスクのものが作られた。中でもブリュハンドは有名。
コンポジションボディ
シュタィナーやジュモーのコンポジションボディは幾重もの平紙をプレスしたもので出来ており、非常に頑強に出来ている。
おがくずをにかわで固めたコンポジションで作った張子のようなボディもある。関節は当時高価だったゴムで繋がれ、可動性が高く、人形を子供用の玩具として広めるのに貢献した。
シュブロボディ
ブリュのドール製造会社の購入者で後継者でもあるアンリ・シュブロが考案した細身のボディ。
レオン・カシミール時代のレザーボディには直立出来ないという欠点があり、それを修正するために考案される。
特徴は下半身にあり、足は木製、膝上は木をキッドスキンで包んであり、膝下は綺麗に彫られた木で出来ている。
クロスボディ
キッドボディを布で作りパンヤなどを詰めたもの。大量生産された抱き人形などに使われた。通常、ビスク・コンポジション・セルロイド製の手がつけられる。
オールビスク
ヘッド以外の部分もビスクで作った人形で、小さいサイズに見られる。